# Ricorso straordinario per Cassazione
Il ricorso straordinario per Cassazione è un mezzo d'impugnazione previsto nell'ordinamento giuridico italiano.
Ai sensi dell'art. 111, comma 7 della Costituzione della Repubblica Italiana: “Contro le sentenze e contro i provvedimenti sulla libertà personale, pronunciati dagli organi giurisdizionali ordinari o speciali, è sempre ammesso ricorso in Cassazione per violazione di legge”.
Il riferimento alla libertà personale sembrerebbe limitare la portata dell'istituto al campo penale. Ma nei primi anni del 1948, la Corte suprema di cassazione estese tale concetto ai procedimenti civili, facendovi rientrare la libertà fisica ed in particolare i diritti soggettivi dei cittadini, cioè tutto il mondo di cose e diritti che si muovono intorno alla persona e contribuiscono alla sua personalità (diritto di proprietà- status), lesi da provvedimenti giurisdizionali.
Secondo consolidati orientamenti della Corte di cassazione, sono requisiti minimi di accesso al rimedio in esame, che abbiano ad oggetto sentenze dichiarate dalla legge non impugnabili (es: art. 618 – sentenza del giudizio di opposizione all'esecuzione o agli atti esecutivi) o ogni altro provvedimento avente natura sostanziale di sentenza, anche se pronunciato nelle forme dell'ordinanza e del decreto (es: ordinanze di liquidazione dei compensi a favore di periti e consulenti tecnici).
Inoltre, condizioni necessarie e concorrenti ai fini dell'esperibilità del mezzo, sono: 
- il carattere decisorio del provvedimento, vale a dire l'idoneità a produrre, con efficacia del giudicato effetti di diritto sostanziale (estinzione – modifica- costituzione di situazione giuridiche) attraverso la verifica del contenuto della sentenza; e
- il carattere definitivo del provvedimento, cioè l'idoneità ad incidere stabilmente sui diritti soggettivi delle parti senza che ne sia possibile la revoca o la modifica ovvero l'esperimento degli altri rimedi giurisdizionali).

Non sono impugnabili i provvedimenti cautelari, anche se emessi in sede di reclamo, in quanto si tratta di provvedimenti aventi per definizione carattere provvisorio e comunque revocabili o modificabili dal giudice che li ha emanati. Anche la decisione sul ricorso per la ricusazione del magistrato, ancorché provvedimento definitivo, non è impugnabile con ricorso straordinario ex art. 111 Cost.
I motivi per i quali è consentito l'accesso al rimedio sono la violazione di legge ed il difetto di motivazione (inteso come motivazione talmente scarna da impedire perfino l'individuazione della ratio decidendi del provvedimento impugnato o omessa).
Attualmente, il Dlgs n.40/06, che ha modificato l'art. 360, 4 comma del c.p.c. prevede che "Contro le sentenze ed i provvedimenti diversi dalla sentenza, contro i quali è ammesso ricorso ex art. 111, 7 comma cost., possono essere articolati tutti i motivi di censura previsti per il ricorso ordinario in Cassazione".